# Sut
En sut er et redskab til spædbørn som er en erstatning for moderens brystvorte. En sut består af en suttedel i gummimateriale, et skjold og som regel en hank. Suttedelen befinder sig i barnets mund under brug.